# 예멘의 코로나19 범유행
다음은 예멘의 코로나19 범유행 현황에 대한 설명이다.
SARS-CoV-2로 인해 진행 중인 COVID-19가 2020년 4월 10일 하드라마우트주에서 첫 확진 판정을 받으면서 예멘에 공식 전파됐다. 단체들은 가뜩이나 열악한 인도주의적 상황을 감안할 때 이 소식을 "파괴적인 타격"이자 "악몽 시나리오"라고 불렀다.
예멘 내전으로 인한 극심한 인도주의 상황과 계속되는 기근, 콜레라 사태, 사우디아라비아와 그 동맹국들의 군사 봉쇄 등으로 악화되는 상황을 감안할 때 이 나라는 이번 발병에 극도로 취약한 것으로 보인다. 예멘의 의료제도 시스템은 공습과 포격으로 많은 의료 시설이 파괴되고 의료종사자의 부족이 발생하는 등 전쟁으로 인해 거의 "훼손"되어 왔다.

## 예방
점점 커지는 위협에 대한 대응으로 후티는 3월 15일 국제선 운항 중단을 선언했다. 예멘 관리들도 코로나바이러스의 위협에 맞서기 위해 나섰다.
미국 국제개발처(USAID)는 3월 26일 반군들이 부과한 제한사항 때문에 후티 반군이 점령한 지역에서 작전을 부분적으로 중단하겠다고 밝혔다. 그 결과 옥스팜 아메리카는 위생 증진 및 1차 건강 관리를 포함한 코로나바이러스 예방에 중요한 서비스를 중단하도록 강요될 것이라고 한다.
유엔의 평화회담 추진을 촉구한 뒤 내전 중인, 사우디아라비아 연합군은 4월 9일 정오부터 일방적인 휴전을 선언해 바이러스 확산을 막기 위한 노력을 지지했다.